# Joe Trippi

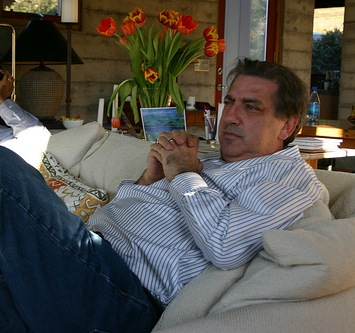
Joe Trippi, 2008

Joseph Paul „Joe“ Trippi (* 10. Juni 1956 in Los Angeles, Kalifornien) ist ein amerikanischer Politikberater. Seit den 1980er Jahren organisiert Trippi die Wahl-Kampagnen für Politiker der Demokratischen Partei.

## Leben
Joseph „Joe“ Trippi studierte ab 1975 Luftfahrtingenieurwesen an der San José State University und ging ohne Abschluss ab. Er begann seine Laufbahn als politischer Berater in der Präsidentschaftskampagne Ted Kennedys in der Vorwahl der Demokraten 1980. Seitdem arbeitete er für verschiedenste Politiker von der Stadt- bis zur internationalen Ebene (in Griechenland für Andreas und Giorgos A. Papandreou) und als Berater für Firmen wie IBM, DaimlerChrysler und Toyota. 1981 war er stellvertretender Wahlkampfleiter des Bürgermeisters von Los Angeles, Tom Bradley, und arbeitete für Walter Mondale bei dessen Präsidentschaftswahlkampf 1984. Für Dick Gephardt war er bei dessen Präsidentschaftskampagne 1988 in der parteiinternen Vorwahl stellvertretender Wahlkampfmanager und Chefberater für die Kampagne von John Edwards bei der Präsidentschaftswahl 2008.
Bekannt wurde Trippis Arbeit für die Präsidentschaftskampagne Howard Deans in der Vorwahl der Demokratischen Partei 2003/04 für die Präsidentschaftswahl 2004, die für ihre Nutzung von Graswurzelunterstützung und Einnahmen durch kleine Spenden maßgebend für spätere Wahlkämpfe wie denjenigen Barack Obamas wurde. Trippi revolutionierte dabei den Online-Wahlkampf und schuf neben der Vernetzungssoftware DeanLink und Videostreams den ersten Blog, der direkt fürs Fundraising benutzt wurde. Er schrieb darüber ein 2004 veröffentlichtes Buch (The Revolution Will Not Be Televised: Democracy, the Internet, and the Overthrow of Everything).
Trippi beriet die Wahlkampagne des Demokraten Doug Jones, der im Dezember 2017 überraschend die Wahl zum Senator in Alabama, einer republikanischen Hochburg, gewann. Bei der Senatswahl 2018 berät er den Demokraten Mike Espy in Mississippi, einem weiteren republikanisch dominierten Bundesstaat im Deep South. Bei der Wahl zum Repräsentantenhaus 2018 berät er unter anderem Ammar Campa-Najjar, der im 50. Kongresswahlbezirk (San Diego County) im Süden Kaliforniens gegen den republikanischen Mandatsinhaber Duncan D. Hunter antritt, und Maura Sullivan, die im 1. Kongresswahlbezirk im Osten New Hampshires kandidiert.

## Schriften
- The revolution will not be televised. Democracy, the internet, and the overthrow of everything. Regan Books, New York 2004, ISBN 0-06-076155-5